# Hans Mild
Hans Hjalmar Mils (Stoccolma, 31 luglio 1934 – Stoccolma, 23 dicembre 2007) è stato un calciatore e hockeista su ghiaccio svedese, di ruolo centrocampista.

## Carriera
Come calciatore vinse il Guldbollen nel 1964. Come hockeista su ghiaccio vinse una medaglia d'argento alle Olimpiadi invernali nello stesso anno.

## Palmarès

### Calcio

#### Club

##### Competizioni nazionali
- Campionato svedese: 2

Djurgården: 1959, 1964